# Подовое (Херсонская область)
Подовое (укр. Подове) — село в Новотроицкой поселковой общине Генического района Херсонской области Украины.
Население по переписи 2001 года составляло 1123 человека. Почтовый индекс — 75313. Телефонный код — 5548. Код КОАТУУ — 6524483301.

## История
В 1946 году указом ПВС УССР село Подовый Третий переименовано в Подовое. Бывший совхоз «Сивашский Борец».